# HMS Oakley (L98)
HMS Oakley (L98), nguyên mang tên Tickham, là một tàu khu trục hộ tống lớp Hunt Kiểu II của Hải quân Hoàng gia Anh Quốc được hạ thủy và đưa ra phục vụ vào năm 1942. Nó đã hoạt động cho đến hết Chiến tranh Thế giới thứ hai, đưa về thành phần dự bị năm 1945, rồi được bán cho Cộng hòa Liên bang Đức và tiếp tục phục vụ như là chiếc Gneisenau (F212) cho đến khi rút biên chế năm 1977 và bị bán để tháo dỡ năm 1978.

## Thiết kế và chế tạo
Oakley được đặt hàng cho hãng Yarrow Shipbuilders vào ngày 20 tháng 12 năm 1939 trong khuôn khổ Chương trình Chế tạo Khẩn cấp Chiến tranh 1939, là một trong số 16 chiếc lớp Hunt Kiểu II được đặt hàng vào ngày này, bao gồm hai chiếc cho hãng Yarrow. Lớp này được chế tạo để cung cấp cho Hải quân Hoàng gia một số lượng lớn kiểu tàu khu trục nhỏ có khả năng hộ tống lẫn hoạt động cùng hạm đội. Những chiếc Hunt Kiểu II khác biệt với Kiểu I trước đó có mạn tàu rộng hơn nhằm cải thiện độ ổn định và mang theo tất cả vũ khí được dự định ban đầu.
Oakley nguyên dự định mang tên Tickham khi được đặt lườn tại xưởng tàu của Yarrow ở Scotstoun, Glasgow, Scotland vào ngày 19 tháng 8 năm 1940; công việc chế tạo bị trì hoãn đáng kể do xưởng tàu bị Đức ném bom phá hoại. Đến ngày 3 tháng 4 năm 1941, khi chiếc Oakley nguyên thủy đang được hãng Vickers-Armstrong chế tạo tại xưởng tàu Tyne sẽ được chuyển cho Hải quân Ba Lan lưu vong như là chiếc ORP Kujawiak (L72), Tickham được đổi tên thành Oakley. Nó được hạ thủy vào ngày 15 tháng 1 năm 1942 và hoàn tất vào ngày 7 tháng 5 năm 1942. Tên nó được đặt theo tên một rừng săn cáo tại Bedfordshire. Con tàu được cộng đồng dân cư Leighton Buzzard tại Beforshire đỡ đầu trong khuôn khổ cuộc vận động gây quỹ Tuần lễ Tàu chiến vào tháng 2 năm 1942.
Oakley có chiều dài 264 foot 3 inch (80,54 m) ở mực nước và chiều dài chung là 280 foot (85,34 m). Mạn tàu rộng 31 foot 6 inch (9,60 m) và mớn nước là 7 foot 9 inch (2,36 m). Nó có trọng lượng choán nước tiêu chuẩn 1.050 tấn Anh (1.070 t) và lên đến 1.490 tấn Anh (1.510 t) khi đầy tải. Hai nồi hơi Admiralty hoạt động ở áp suất 300 pound trên inch vuông (2.100 kPa) và nhiệt độ 620 °F (327 °C) cung cấp hơi nước cho hai turbine hơi nước với hộp số giảm tốc đơn vận hành hai trục chân vịt, tạo ra công suất 19.000 mã lực càng (14.000 kW) ở 380 vòng quay mỗi phút. Sức mạnh này cho phép con tàu đạt tốc độ tối đa 27 hải lý trên giờ (50 km/h; 31 mph); và với 277 tấn Anh (281 t) nhiên liệu dầu đốt mang theo, nó có tàm hoạt động lên đến 2.560 hải lý (4.740 km; 2.950 mi), cho dù trong phục vụ thực tế, tầm hoạt động chỉ đạt 1.550 hải lý (2.870 km; 1.780 mi).
Dàn pháo chính của con tàu bao gồm sáu khẩu pháo QF 4 in (100 mm) Mark XVI đối hạm và phòng không trên ba bệ Mk. XIX nòng đôi, gồm một phía trước và hai phía sau. Các vũ khí phòng không tầm gần bổ sung gồm một khẩu đội QF 2 pounder Mk. VIII "pom-pom" trên bệ MK.VII bốn nòng và hai pháo Oerlikon 20 mm trên bệ Mk. III nòng đơn bố trí hai bên cánh cầu tàu. Trong chiến tranh những khẩu Oerlikon 20 mm nòng đơn được thay bằng khẩu đội nòng đôi vận hành bằng điện. Con tàu mang theo cho đến 110 quả mìn sâu. Thủy thủ đoàn của con tàu gồm 168 sĩ quan và thủy thủ.

## Lịch sử hoạt động

### 1942
Sau khi được sửa chữa những khiếm khuyết được phát hiện khi chạy thử máy, Oakley khởi hành đi Scapa Flow thuộc quần đảo Orkney vào ngày 22 tháng 6 năm 1942, và tham gia hộ tống một chiến dịch rải thủy lôi cùng một hoạt động nghi binh nhằm lôi kéo sự chú ý của Đức khỏi hoạt động của Đoàn tàu PQ 17, một chiến dịch thất bại bởi số lượng lớn tàu buôn và tàu chở hàng bị đối phương đánh chìm. Nó sau đó trực thuộc Bộ chỉ huy Orkney và Shetland với vai trò chính là hộ tống các đoàn tàu vận tải đi đến quần đảo Faroe.
Sau thất bại của Đoàn tàu PQ 17, đến tháng 9, Hải quân Anh tái tục các đoàn tàu vận chuyển tiếp liệu đi sang Murmansk, Liên Xô với Đoàn tàu PQ 18, và Oakley lại tham gia hỗ trợ cho chiến dịch này. Một căn cứ tiếp nhiên liệu cho các tàu hộ tống được tạm thời thiết lập tại Van Mijenfjorden, Spitsbergen, và chiếc tàu khu trục đảm nhiệm hộ tống các tàu chở dầu tham gia tiếp nhiên liệu cho đoàn tàu. Đến ngày 17 tháng 11, Đoàn tàu QP 15 quay trở về khởi hành từ Archangel ở phía Bắc nước Nga, và Oakley tham gia cùng đoàn tàu hướng đến Loch Ewe vào ngày 23 tháng 11, chịu đựng thời tiết bất lợi suốt đường đi trước khi về đến Scotland.

### 1943
Sang đầu năm 1943, Oakley được điều sang khu vực Địa Trung Hải, khi nó tham gia thành phần hộ tống cho Đoàn tàu KMF 9 hướng sang Algiers, đi đến Oran, Algérie vào ngày 16 tháng 2, nơi nó gia nhập Đội khu trục 59. Nó làm nhiệm vụ hộ tống các đoàn tàu vận tải và tuần tra tại khu vực Tây và Trung tâm Địa Trung Hải.
Đến cuối tháng 4, lực lượng Đồng Minh đã vây ép được lực lượng Đức và Ý tại Tunisia; nên vào ngày 8 tháng 5, Đô đốc Andrew Cunningham, Tư lệnh Hạm đội Địa Trung Hải, cho tiến hành Chiến dịch Retribution nhằm phong tỏa các cảng Tunisia bằng lực lượng hải quân và không quân Đồng Minh, ngăn chặn binh lính của phe Trục triệt thoái về Sicily, Ý. Oakley nằm trong số 18 tàu khu trục tham gia cuộc phong tỏa, và vào ngày 9 tháng 5, nó cùng tàu chị em Bicester (L34) hoạt động ngoài khơi Cape Bon bị tấn công nhầm bởi 18 máy bay tiêm kích Spitfire, khiến Bicester bị hư hại nặng bởi một quả bom ném suýt trúng.
Vào ngày 8 tháng 7, Oakley khởi hành từ Sfax, Tunisia trong thành phần một đoàn tàu vận tải bao gồm 26 tàu đổ bộ LST vận chuyển binh lính thuộc Sư đoàn 51 bộ binh miền núi trong khuôn khổ Chiến dịch Husky, cuộc đổ bộ của lực lượng Đồng Minh lên Sicily, Ý. Đoàn tàu đi đến mục tiêu được chỉ định "Bark South" gần Capo Passero, mũi cực Đông Nam của Sicily vào ngày 10 tháng 7, nơi Oakley bắn phá các vị trí phòng thủ của quân Ý trong quá trình đổ bộ, trước khi chuyển sang nhiệm vụ hộ tống các đoàn tàu vận tải đi lại giữa các cảng Bắc Phi và bãi đổ bộ.
Oakley tiếp tục nhiệm vụ hộ tống vận tải tại khu vực Địa Trung Hải cho đến hết năm đó, nhưng vào ngày 12 tháng 12, nó va phải vật chướng ngại ngầm trên lối vào cảng Taranto, làm hư hại nặng lườn tàu và chân vịt.

### 1944
Oakley được sửa chữa tại Taranto cho đến tháng 4, 1944, khi nó lên đường đi Malta nơi nó được đại tu, rồi gia nhập trở lại Đội khu trục 59 tại Malta vào tháng 6. Đến tháng 8, con tàu tham gia Chiến dịch Dragoon, cuộc đổ bộ của lực lượng Đồng Minh lên miền Nam nước Pháp; tiếp tục hộ tống các đoàn tàu vận tải tham gia chiến dịch này cho đến tháng 9, khi nó quay trở lại cùng Đội khu trục 59. Sang tháng 10, nó tham gia Chiến dịch Manna, đổ bộ binh lính Anh và lực lượng chính phủ Hy Lạp lưu vong sau khi quân Đức rút lui khỏi Hy Lạp, và hỗ trợ các hoạt động quét mìn và tái chiếm Athens.

### 1945
Đến tháng 1, 1945, khi lực lượng hải quân đối phương tại vùng Địa Trung Hải đã giảm sút trầm trọng, Oakley được lệnh quay trở về Anh, gia nhập Chi hạm đội Khu trục 21 đặt căn cứ tại Sheerness. Nó đảm trách việc tuần tra và hộ tống vận tải tại vùng bờ biển phía Đông nước Anh, rồi được đại tu tại Portsmouth trong tháng 3 nhằm chuẩn bị để được cử sang phục vụ tại Viễn Đông.
Vào tháng 4, Oakley được điều động sang Hạm đội Viễn Đông, và nó lên đường đi Taranto để tiếp tục được tái trang bị. Công việc chỉ hoàn tất vào tháng 9, khi Nhật Bản chấp nhận đầu hàng kết thúc chiến tranh, nên con tàu quay trở về vùng biển Anh vào tháng 10. Oakley được đưa về lực lượng dự bị tại Portsmouth vào tháng 12, 1945. Nó trải qua một đợt tái trang bị vào năm 1947, nhưng tiếp tục ở lại thành phần dự bị cho đến năm 1957 và được chuyển cho Hải quân Tây Đức.

### Gneisenau(F212)

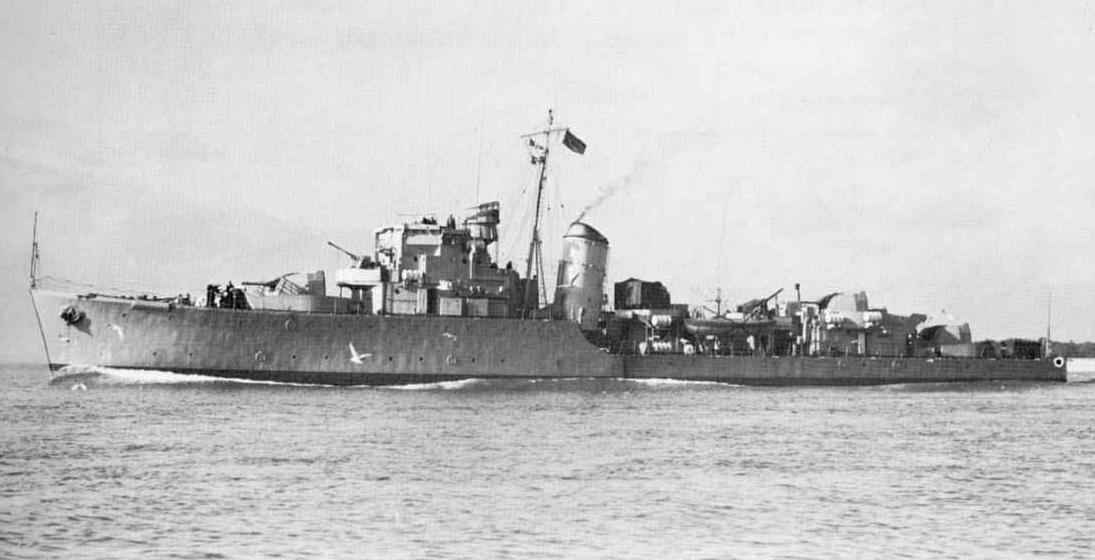
Gneisenau trước khi được nâng cấp vũ khí mới

Vào tháng 5, 1956, Oakley là một trong số bảy tàu frigate được chọn để chuyển cho Hải quân Tây Đức được tái thành lập để sử dụng như tàu huấn luyện. Nó cùng hai chiếc lớp Hunt khác và bốn chiếc nguyên thuộc lớp tàu sà lúp Black Swan được xếp thành lớp tàu frigate Kiểu 138 Tây Đức, cho dù có nguồn gốc khác nhau. Oakley được Tây Đức mua lại vào ngày 11 tháng 11, 1957, và được tái trang bị tại xưởng tàu của hãng Harland and Wolff ở Liverpool trước khi chính thức chuyển giao vào ngày 2 tháng 10, 1958. Nó nhập biên chế như là chiếc Gneisenau (F212) tại Bremerhaven vào ngày 18 tháng 10, 1958, cùng với chiếc Scharnhost (nguyên là tàu xà lúp HMS Mermaid (U30)) phục vụ cùng Trường tác xạ hải quân. Các cải biến ban đầu bao gồm việc bổ sung các bộ ổn định, radar và ống khói dạng chụp; vũ khí phòng không tầm gần chuyển sang hai khẩu Bofors 40 mm. Gneisenau lại tiếp tục được cải tiến vào năm 1961, khi vũ khí chống ngầm được tháo dỡ và dàn pháo chính được cắt giảm khi tháo dỡ một khẩu pháo 4-inch.

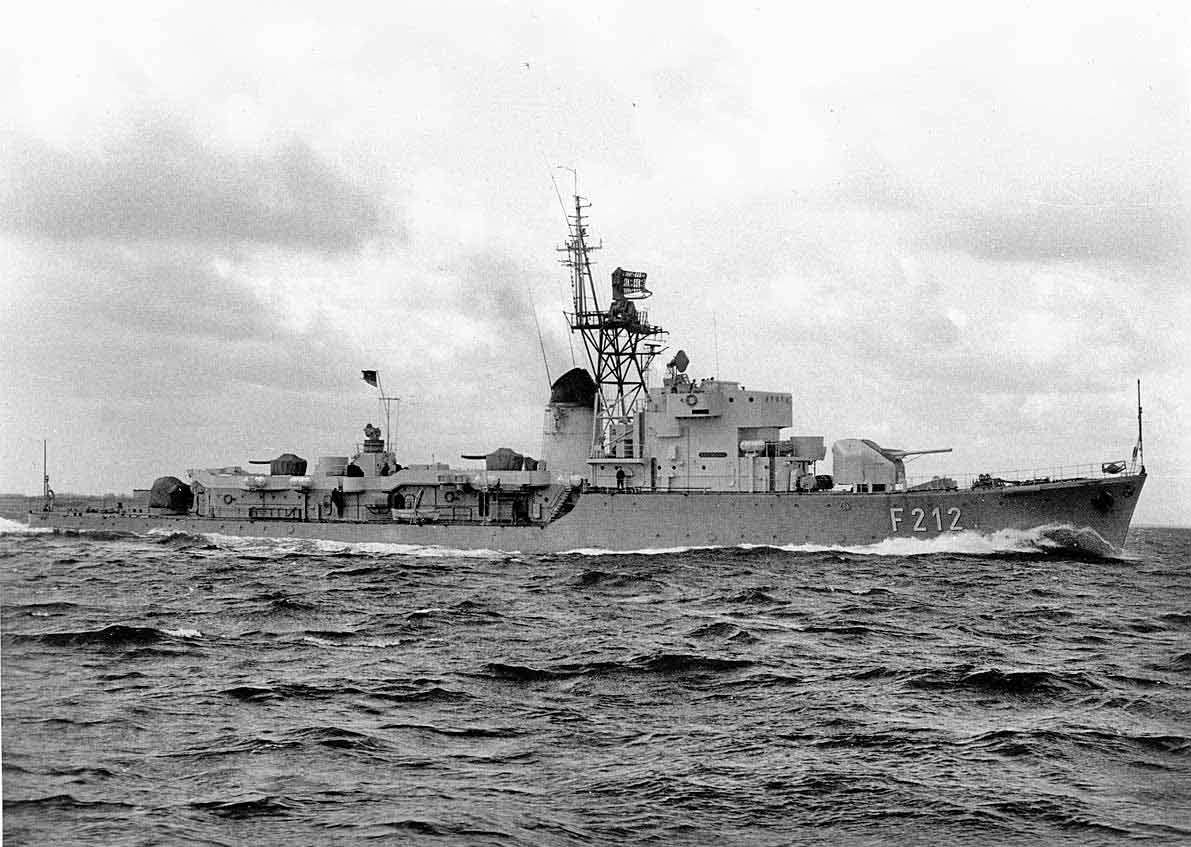
Gneisenau vào năm 1967, sau khi trang bị lại vũ khí

Từ ngày 28 tháng 10, 1962, Gneisenau trải qua một đợt tái trang bị lớn tại xưởng tàu Howaldtswerke, Kiel, được bổ sung các vũ khí và bộ cảm biến hiện đại hơn; cấu trúc thượng tầng con tàu và các cột ăn-ten được tái cấu trúc. Các khẩu pháo 4-inch và Bofors 40 mm Bofors được tháo dỡ, chỉ còn một khẩu hải pháo 100 mm Pháp phía trước, và vũ khí phòng không tầm gần bao gồm bốn nòng Bofors L/70 40 mm gồm một khẩu đội nòng đôi và hai khẩu đội nòng đơn. Radar dò tìm không trung DA02 và radar điều khiển hỏa lực M40 của Hà Lan được trang bị. Gneisenau trở lại phục vụ sau đợt tái cấu trúc này vào ngày 5 tháng 3, 1964. Đến năm 1965, Gneisenau trở thành một tàu huấn luyện cố định, và đưa vào thành phần dự bị vào năm 1968. Nó được rút khỏi Đăng bạ Hải quân vào ngày 30 tháng 9, 1972, neo đậu tại Wilhelmshaven và sử dụng như nguồn phụ tùng cho các tàu khác còn hoạt động, cho đến khi bị bán vào tháng 10, 1968 và bị tháo dỡ vào ngày 18 tháng 1, 1977.